# 严学宭
严学宭（1910年—1991年），号子君，男，江西分宜人，中国语言学家，曾任中国语言学会副会长。